# Pseudosmodingium virletii
Pseudosmodingium virletii là một loài thực vật có hoa trong họ Đào lộn hột. Loài này được (Baill.) Engl. miêu tả khoa học đầu tiên năm 1881.